# Шинэ-Идэр
Шинэ-Идэр (монг. Шинэ-Идэр, «новый Идэр») — сомон в аймаке Хувсгел. Расположен в южной части аймака. Граничит с аймаком Завхан (на западе) и сомонами: Жаргалант (на юге), Галт (на юго-востоке), Тумербулаг (на северо-востоке) и Бурэнтогтох (на севере). Площадь составляет 2050 км², из них 1700 км² занимают пастбища. Население на 2000 год составляет 4348 человек; средняя плотность населения — 2,12 чел/км². Административный центр — Эрдэнэт, расположен в 123 км от города Мурэн и в 839 км от Улан-Батора.
По данным на 2004 год в сомоне имеется около 111 000 голов скота, из них: 62 000 овец, 35 000 коз, 7200 коров и яков, 5700 лошадей и 56 верблюдов.